# オセアニック (アルバム)
『オセアニック』（Oceanic）は、ヴァンゲリスのアルバム。

## 収録曲
1. ボン・ヴォヤージュ - Bon Voyage (2:33)
2. サイレンズ・ウィスパーリング - Siren's Whispering (7:59)
3. ドリームス・オブ・サーフ - Dreams of Surf (2:43)
4. スパニッシュ・ハーバー - Spanish Harbour (6:42)
5. アイランド・オブ・ザ・オリエント - Islands of The Orient (7:24)
6. フィールズ・オブ・コラル - Fields of Coral (7:44)
7. アクアティック・ダンス - Aquatic Dance (3:44)
8. メモリーズ・オブ・ブルー - Memories of Blue (5:40)
9. ソング・オブ・ザ・シーズ - Song of The Seas (6:12)

## 概要
オリジナル・アルバム。ヴァンゲリスが所有するギリシャのビーチ・ハウスで録音され、アルバム中の波の音もそこで収録された(日本国内盤CDの作品解説より)。

### CDシングル
本アルバムの発売に合わせて、次の12cmシングルが欧州（Made in Germany）で発売された。
- Song of The Seas (EW075CD 0630-16959-2)

1. Song of The Seas (Edit) (4:17)
2. Song of The Seas (Full Length) (5:34)
3. Aquatic Dance (3:48)

※ 3曲とも、アルバムでは前後の曲と相互に干渉（オーバーラップ）しているが、このCDシングルではいずれも相互干渉なしで収録されている。